# Will Young
William Robert Young (Hungerford (Berkshire), 20 januari 1979) is een Britse zanger en acteur. Hij werd bekend door het winnen van de allereerste versie ter wereld van Idols: seizoen 1 (2001-2002) van het Britse programma Pop Idol.
In zijn thuisland scoorde Young vanaf het begin van zijn carrière een aantal grote hits en sleepte hij vele onderscheidingen binnen. Met singles als You and I, Light my fire en Leave right now boekte hij ook in andere landen succes. You and I werd in het voorjaar van 2003 op de golven van het grote succes van het eerste Nederlandse seizoen van Idols een top 3-hit in Nederland.
Young maakte zijn debuut als filmacteur in 2005 in Mrs. Henderson Presents, een film over het Londense Windmill theater. In het BBC-programma Top Gear won hij een prijs voor het "meest gênante flirtmoment op televisie" tijdens een interview met Jeremy Clarkson.

## Discografie

### Albums
| Album met eventuele hitnotering(en) in de Nederlandse Album Top 100 | Datum van verschijnen | Datum van binnenkomst | Hoogste positie | Aantal weken | Opmerkingen   |
| ------------------------------------------------------------------- | --------------------- | --------------------- | --------------- | ------------ | ------------- |
| From now on                                                         | 07-10-2002            | 19-04-2003            | 23              | 15           |               |
| Friday's child                                                      | 01-12-2003            | 17-04-2004            | 48              | 9            |               |
| Keep on                                                             | 21-11-2005            | 03-06-2006            | 85              | 1            |               |
| Let it go                                                           | 29-09-2008            | -                     |                 |              |               |
| The hits                                                            | 16-11-2009            | -                     |                 |              | Verzamelalbum |
| Echoes                                                              | 22-08-2011            | -                     |                 |              |               |
| 85% Proof                                                           | 25-05-2015            | -                     |                 |              |               |

### Singles
| Single met eventuele hitnotering(en) in de Nederlandse Top 40 | Datum van verschijnen | Datum van binnenkomst | Hoogste positie | Aantal weken | Opmerkingen                 |
| ------------------------------------------------------------- | --------------------- | --------------------- | --------------- | ------------ | --------------------------- |
| Anything is possible / Evergreen                              | 25-02-2002            | -                     |                 |              |                             |
| The long and winding road / Suspicious minds                  | 23-09-2002            | -                     |                 |              | met Gareth Gates            |
| You and I                                                     | 18-11-2002            | 29-03-2003            | 3               | 11           | Nr. 3 in de Single Top 100  |
| Light my fire                                                 | 27-05-2002            | 07-06-2003            | 35              | 3            | Nr. 21 in de Single Top 100 |
| Leave right now                                               | 24-11-2003            | 14-02-2004            | tip3            | -            | Nr. 36 in de Single Top 100 |
| Your game                                                     | 15-03-2004            | -                     |                 |              |                             |
| Friday's child                                                | 05-07-2004            | -                     |                 |              |                             |
| Switch it on                                                  | 14-11-2005            | -                     |                 |              |                             |
| All time love                                                 | 16-01-2006            | -                     |                 |              |                             |
| Who am I                                                      | 24-04-2006            | -                     |                 |              |                             |
| Changes                                                       | 15-09-2008            | -                     |                 |              |                             |
| Grace                                                         | 22-12-2008            | -                     |                 |              |                             |
| Let it go                                                     | 02-03-2009            | -                     |                 |              |                             |
| Hopes & fears                                                 | 08-11-2009            | -                     |                 |              |                             |
| Jealousy                                                      | 19-08-2011            | -                     |                 |              |                             |
| Come on                                                       | 21-11-2011            | -                     |                 |              |                             |

| Single met hitnotering(en) in de Vlaamse Ultratop 50 | Datum van verschijnen | Datum van binnenkomst | Hoogste positie | Aantal weken | Opmerkingen |
| ---------------------------------------------------- | --------------------- | --------------------- | --------------- | ------------ | ----------- |
| You and I                                            | 2002                  | 24-05-2003            | tip3            | -            |             |
| Light my fire                                        | 2002                  | 28-06-2003            | tip10           | -            |             |
| Leave right now                                      | 2003                  | 13-03-2004            | tip14           | -            |             |
| Your game                                            | 2004                  | 05-06-2004            | tip16           | -            |             |
| Jealousy                                             | 2011                  | 26-11-2011            | tip18           | -            |             |
| Love revolution                                      | 2015                  | 13-06-2015            | tip31           | -            |             |

### Overige opnames
- Pop Idol: The big band album (2002)

- Beyond the sea
- I won't dance
- 101 Dalmatians II: Patch's London adventure (2003)

- Try again
- Bridget Jones: The edge of reason - Soundtrack (2004)

- Your love is king
- Band Aid 20 (2004)

- Do They Know It's Christmas?
- Mrs. Henderson presents - Soundtrack (2005)

- Letting in the sunshine
- Goody goody
- The blitz: B. the grecian frieze
- All the things you are
- The sails of the windmill
- Girl in the little green hat

## Films
- Mrs. Henderson Presents (2005, Stephen Frears); met o.a. Judi Dench en Bob Hoskins

## Privéleven
In maart 2002 verklaarde Young dat hij homoseksueel is. Hij zei dat hij het nooit wegstak of zich ervoor schaamde.